# Gulf (Kalifornia)
Gulf – obszar niemunicypalny w Kern County, w Kalifornii (Stany Zjednoczone), na wysokości 89 m.